# والانجرد (مقاطعة بروجرد)
والانجرد (بالفارسية: والانجرد) هي مستوطنة تقع في إيران في قسم والانجرد الريفي. يقدر عدد سكانها بـ 1,457 نسمة .